# 오딘스토르네트

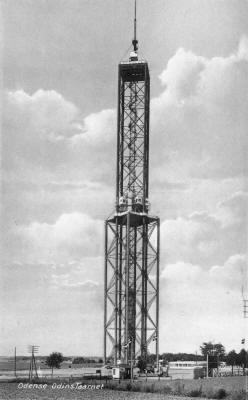
오딘스토르네트

오딘스토르네트(덴마크어: Odinstårnet)은 덴마크 오덴세에 있던 관측탑으로 높이는 175m이다. 건축물 이름은 덴마크어로 "오딘의 탑"을 뜻한다.
1934년부터 1935년까지 릴레벨트 다리를 건립하던 과정에서 남은 건축자재를 활용하여 건설되었으며 1935년 5월 29일에 준공되었다. 건설 과정에 철강 30톤, 콘크리트 2,700톤이 사용되었고 500,000 덴마크 크로네가 건설 비용으로 사용되었다. 오덴세와 퓐섬의 자부심을 상징하는 건물로 여겨졌으며 최대 50km까지 떨어진 지점까지 볼 수 있었다.
관측탑 안에는 현대적인 음식점, 전망대가 들어서 있었다. 1935년 당시에는 213,00명의 관광객을 이 곳을 찾았는데 외국인 관광객이 다수를 차지했다. 1944년 12월 14일에 준군사조직 페테르 그룹(Petergruppen) 의해 파괴되면서 붕괴되었다. 붕괴 이후 관측탑의 잔해를 청소 및 정리하는데 10년이 걸렸다. 2004년 5월 29일에는 관측탑의 높이는 12m 복제품이 설치되었다.